# Eibenholzstock von Westeremden

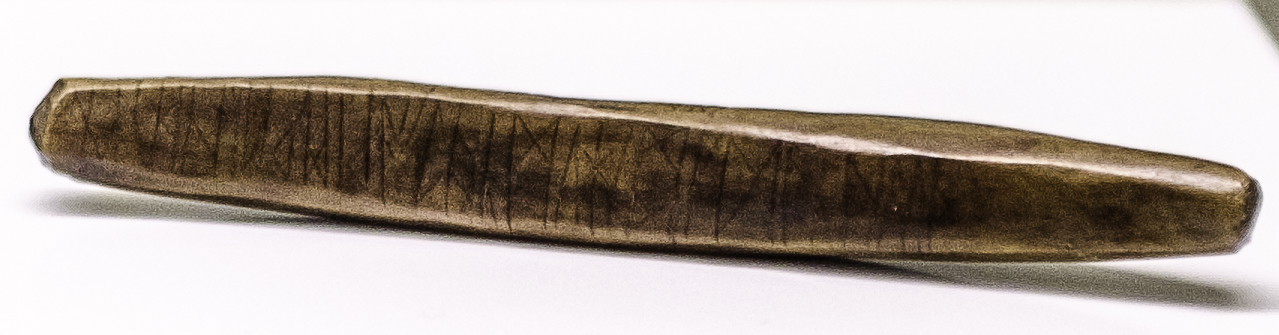
Eibenholzstock von Westeremden

Der Eibenholzstock von Westeremden wurde 1917 in Westeremden in der Provinz Groningen in den Niederlanden gefunden.
Der Eibenholzstock trägt eine altfriesische Runeninschrift aus der zweiten Hälfte des 8. Jahrhunderts. Mit 41 Schriftzeichen ist es die längste erhaltene friesische Runeninschrift.
Die Inschrift ist in drei Zeilen unterteilt:
- ᚩᛈᚻᚳᛗᚢᛡᛁ  ᛅᛞᚪᚳᛗᛚᚢᚦ:
- ᚹᛁᛗᛟ  ᚳᚻᚦᚢᚴᛅ
- ᛁᚹᛁᚩ  ᚢ  ᛞᚢᚿᚩᛚᛖ:

Runen ungewohnter Form sind:
- eine Spiegelrune von ᛒ, ähnlich einer Variante von ᛥ stan, als B transliteriert
- eine Spiegelrune von ᛈ, ähnlich einer Variante von ᛥ stan, als P transliteriert
- wie Younger Futhark Kaun, als K transliteriert
- •	ᚳ, wie angelsächsisch cen, (dreimal auftretend) stellt anscheinend einen Vokal dar, wahrscheinlich æ, der das abwesende ᚫ æsc ersetzt
- •	ᛅ, wie Younger Futhark ar, als A transliteriert
- •	ᚴ, ein "bookhand- s ", wie S transkribiert

Dies führte zu der Interpretation: „Glück (amluþ) bleibt (gibada) zu Hause (op hæmu); und (ok) bei der Eibe (iwi) möge es wachsen (ale) auf dem Hügel (up duna); Wimœd hat (æh) dies (þusa)“.
Sinngemäß: "Auf dem Gehöft bleibt Glück, möge es auch in der Nähe der Eibe auf der Warft wachsen; Wimœd besitzt dies."